# 施特·列文
施特·列文（Zeshan Rehman，1983年10月14日—），生於英格蘭伯明翰，退役巴基斯坦著名足球運動員，司職中堅，前巴基斯坦國家隊成員及隊長，是首位參與英格蘭四個級別聯賽的亞裔球員。

## 球會生涯
列文生於英格蘭伯明翰，於2004年在富咸出道，惟經過數次外借英冠球會後，於2006年8月正式加盟昆士柏流浪並簽約3年，在2008年8月被外借到同級球隊黑池6個月後，再於2009年1月26日借用到英乙球會巴拉福特，直到球季結束，最於他在2009年夏季被屬會昆士柏流浪放棄轉輾，在同年6月18日大幅減薪加盟巴拉福特並簽約兩年，更於2009/10年季初獲委為球會隊長，直到2010年12月，他因接受電台訪問時批評球會，而被革除隊長職務，並列入轉會名單內，最於他於2010年12月19日離開英格蘭，遠赴泰國加盟蒙通聯。
到2012年1月，列文來港加盟甲組球會傑志簽署一年半的合約，而其在防線一夫當關的表現令球迷留下深刻印象，期間他多與列斯奧組成防線，更在首季協助傑志奪得三冠王，而他於季尾的香港足球明星選舉中當選最佳十一人，然而雖然翌季傑志僅得聯賽亞軍，但總算為球會奪得亞協盃資格，可是他於2013年11月提前離隊轉會馬超球會彭亨，成為當地球迷寵兒，更擔當球隊隊長，於三個球季內為彭亨上陣接近100場，奪得兩個盃賽冠軍，直到2017年2月，他回歸英格蘭加盟英甲球會基寧咸，並於短短兩個月時間獲得10場上陣機會，協助球會成功護級，雖然他在約滿後，收到世界各地球會的邀請，但最後他都於2017年6月選擇重返香港，加盟由前傑志教練鄭兆聰執教的港超聯地區球會冠忠南區。
2022年3月5日，冠忠南區足球會官方宣佈，列文因為家庭原因提早解約，返回英國照顧家人。
2022年5月27日，列文在社交媒體宣佈退役，正式結束21年的足球生涯。

## 教練生涯
2020年5月16日，冠忠南區宣布，委任持有歐洲足協專業級教練牌照的球員列文出任主教練，填補前帥鄭兆聰於3月中離任的空缺。

## 球場以外
列文已婚，而其女兒在港出世，兒子就在馬來西亞出生，他早於2010年成立「施特列文基金會」，藉足球改善不同國家的弱勢社群的生活，兼給予更多機會給不同背景的人士作為社區融合的平台，例如讓他們成為義工和合資格教練或球證等，使他們重返社區為當地球會工作，成為他人學習榜樣，此外列文的背景讓他順理成章擔任與英國少數族裔或反對種族歧視組織有關的足球大使，他曾經都是英格蘭職業足球運動員協會等組織的管理委員會成員，他於2017年12月代表名下基金會與香港足球總會等單位合作推出「傳承計劃」以助力香港女子足球運動發展。

## 榮譽
傑志
- 香港聯賽盃冠軍（2011–12季度）
- 香港足總盃冠軍（2011–12、2012–13季度）
- 香港甲組聯賽冠軍（2011–12季度）
- 香港甲組聯賽亞軍（2012–13季度）

蒙通聯
- 泰國超級聯賽冠軍（2010）

彭亨
- 馬來西亞盃冠軍（2014）
- 馬來西亞足總盃冠軍（2014）
- 馬來西亞超級聯賽亞軍（2015）

個人
- 香港足球明星選舉 最佳十一人（2011–12季度）

## 外部連結
- 香港足球總會網頁球員資料 （页面存档备份，存于）